# Basiothia celerionina
Basiothia celerionina är en fjärilsart som beskrevs av Walker 1856. Basiothia celerionina ingår i släktet Basiothia och familjen svärmare. Inga underarter finns listade i Catalogue of Life.